# Natação no Campeonato Europeu de Esportes Aquáticos de 2021 - 200 m livre masculino
A prova dos 200 metros livre masculino da natação no Campeonato Europeu de Esportes Aquáticos de 2021 ocorreu nos dias 20 e 21 de maio na Arena Danúbio, em Budapeste na Hungria. 

## Calendário
| Fase          | Data       | Hora  |
| ------------- | ---------- | ----- |
| Eliminatórias | 20 de maio | 10:00 |
| Semifinal     | 20 de maio | 18:20 |
| Final         | 21 de maio | 19:28 |

Todos os horários estão no horário local (UTC+1)

## Recordes
Antes desta competição, os recordes eram os seguintes:
|                       | Nadador                   | Tempo   | Local  | Data                |
| --------------------- | ------------------------- | ------- | ------ | ------------------- |
| Recorde mundial       | Paul Biedermann           | 1:42.00 | Roma   | 28 de julho de 2009 |
| Recorde europeu       | Paul Biedermann           | 1:42.00 | Roma   | 28 de julho de 2009 |
| Recorde do campeonato | Pieter van den Hoogenband | 1:44.89 | Berlim | 2 de agosto de 2002 |

Os seguintes novos recordes foram estabelecidos durante esta competição. 
| Data       | Prova | Nadador         | Nacionalidade | Tempo   | Recordes              |
| ---------- | ----- | --------------- | ------------- | ------- | --------------------- |
| 21 de maio | Final | Martin Malyutin | Rússia        | 1:44.79 | Recorde do campeonato |

## Medalhistas
| Ouro                  | Prata              | Bronze            |
| Martin Malyutin (RUS) | Duncan Scott (GBR) | Thomas Dean (GBR) |

## Resultados

### Eliminatórias
Esses foram os resultados das eliminatórias. 
| Pos. | Bateria | Raia | Nadador                   | Nacionalidade      | Tempo   | Notas            |
| ---- | ------- | ---- | ------------------------- | ------------------ | ------- | ---------------- |
| 1    | 8       | 5    | Martin Malyutin           | Rússia             | 1:46.30 | Q                |
| 2    | 8       | 4    | Danas Rapšys              | Lituânia           | 1:46.85 | Q                |
| 3    | 6       | 4    | Thomas Dean               | Reino Unido        | 1:46.88 | Q                |
| 4    | 7       | 6    | Kristóf Milák             | Hungria            | 1:47.27 | Q                |
| 5    | 7       | 2    | Antonio Djakovic          | Suíça              | 1:47.28 | Q                |
| 6    | 8       | 7    | Robin Hanson              | Suécia             | 1:47.31 | Q                |
| 7    | 6       | 5    | Filippo Megli             | Itália             | 1:47.35 | Q                |
| 8    | 7       | 8    | Jordan Pothain            | França             | 1:47.44 | Q                |
| 9    | 7       | 4    | Duncan Scott              | Reino Unido        | 1:47.45 | Q                |
| 10   | 8       | 2    | Stefano Ballo             | Itália             | 1:47.66 | Q                |
| 11   | 7       | 5    | Ivan Girev                | Rússia             | 1:47.69 | Q                |
| 12   | 8       | 1    | Kregor Zirk               | Estónia            | 1:47.78 | Q                |
| 13   | 7       | 7    | Velimir Stjepanović       | Sérvia             | 1:47.83 | Q                |
| 14   | 8       | 0    | Jonathan Atsu             | França             | 1:47.84 | Q                |
| 15   | 6       | 6    | Marco De Tullio           | Itália             | 1:48.05 |                  |
| 16   | 7       | 3    | Aleksandr Shchegolev      | Rússia             | 1:48.12 |                  |
| 17   | 7       | 1    | Nils Liess                | Suíça              | 1:48.13 | Q                |
| 18   | 6       | 3    | Aleksandr Krasnykh        | Rússia             | 1:48.32 |                  |
| 19   | 8       | 9    | César Castro              | Espanha            | 1:48.37 | Q                |
| 20   | 5       | 1    | David Popovici            | Roménia            | 1:48.38 | Recorde nacional |
| 21   | 5       | 6    | Alexei Sancov             | Moldávia           | 1:48.42 |                  |
| 22   | 6       | 1    | Baturalp Ünlü             | Turquia            | 1:48.44 |                  |
| 23   | 5       | 4    | Enzo Tesic                | França             | 1:48.47 |                  |
| 24   | 7       | 9    | Sebastien De Meulemeester | Bélgica            | 1:48.48 |                  |
| 25   | 6       | 0    | Gábor Zombori             | Hungria            | 1:48.84 |                  |
| 26   | 5       | 2    | Denis Loktev              | Israel             | 1:48.97 |                  |
| 27   | 3       | 4    | Andreas Hansen            | Dinamarca          | 1:48.99 |                  |
| 28   | 8       | 8    | Kacper Majchrzak          | Polónia            | 1:49.14 |                  |
| 29   | 6       | 9    | Luc Kroon                 | Países Baixos      | 1:49.16 |                  |
| 30   | 5       | 5    | Alexandre Marcourt        | Bélgica            | 1:49.29 |                  |
| 31   | 4       | 6    | Jan Hołub                 | Polónia            | 1:49.39 |                  |
| 32   | 3       | 5    | Bartosz Piszczorowicz     | Polónia            | 1:49.43 |                  |
| 33   | 5       | 9    | Mikkel Gadgaard           | Dinamarca          | 1:49.53 |                  |
| 34   | 4       | 0    | Adam Hlobeň               | Chéquia            | 1:49.66 |                  |
| 35   | 4       | 2    | Moritz Berg               | Espanha            | 1:49.76 |                  |
| 36   | 6       | 8    | Stefano Di Cola           | Itália             | 1:49.81 |                  |
| 37   | 5       | 8    | Gal Cohen Groumi          | Israel             | 1:49.91 |                  |
| 38   | 8       | 3    | Matthew Richards          | Reino Unido        | 1:50.17 |                  |
| 39   | 5       | 0    | Daniel Namir              | Israel             | 1:50.24 |                  |
| 40   | 4       | 5    | Thomas Thijs              | Bélgica            | 1:50.26 |                  |
| 41   | 5       | 7    | Roman Fuchs               | França             | 1:50.41 |                  |
| 42   | 3       | 2    | Adam Paulsson             | Suécia             | 1:50.59 |                  |
| 43   | 4       | 3    | Mario Mollà               | Espanha            | 1:50.68 |                  |
| 44   | 4       | 8    | Daniil Pancerevas         | Lituânia           | 1:50.78 |                  |
| 45   | 2       | 4    | Christoffer Andersen      | Dinamarca          | 1:50.88 |                  |
| 46   | 4       | 4    | Miguel Durán              | Espanha            | 1:50.91 |                  |
| 47   | 3       | 9    | Tomás Veloso              | Portugal           | 1:51.10 |                  |
| 48   | 4       | 7    | Ron Polonsky              | Israel             | 1:51.27 |                  |
| 49   | 2       | 1    | Sašo Boškan               | Eslovênia          | 1:51.44 |                  |
| 50   | 3       | 3    | Jakub Štemberk            | Chéquia            | 1:51.65 |                  |
| 51   | 4       | 1    | Yordan Yanchev            | Bulgária           | 1:51.89 |                  |
| 52   | 3       | 6    | Markus Lie                | Noruega            | 1:51.98 |                  |
| 52   | 3       | 0    | Max Mannes                | Luxemburgo         | 1:51.98 |                  |
| 54   | 3       | 8    | Efe Turan                 | Turquia            | 1:52.02 |                  |
| 55   | 3       | 7    | Pit Brandenburger         | Luxemburgo         | 1:52.14 |                  |
| 56   | 4       | 9    | Lorenz Weiremans          | Bélgica            | 1:52.15 |                  |
| 57   | 2       | 6    | Marcus Holmquist          | Suécia             | 1:52.26 |                  |
| 58   | 2       | 3    | Doğa Çelik                | Turquia            | 1:52.34 |                  |
| 59   | 5       | 3    | Jan Świtkowski            | Polónia            | 1:52.45 |                  |
| 60   | 2       | 9    | Nikolas Antoniou          | Chipre             | 1:52.55 | Recorde nacional |
| 61   | 2       | 7    | Melikşah Düğen            | Turquia            | 1:52.66 |                  |
| 62   | 2       | 5    | Tomas Navikonis           | Lituânia           | 1:52.76 |                  |
| 63   | 3       | 1    | Aleksa Bobar              | Sérvia             | 1:53.11 |                  |
| 64   | 2       | 2    | Jakub Poliačik            | Eslováquia         | 1:53.41 |                  |
| 65   | 1       | 4    | Ralph Daleiden            | Luxemburgo         | 1:53.71 |                  |
| 66   | 2       | 8    | Jon Jøntvedt              | Noruega            | 1:53.76 |                  |
| 67   | 2       | 0    | Irakli Revishvili         | Geórgia            | 1:54.38 |                  |
| 68   | 1       | 7    | David Abesadze            | Geórgia            | 1:55.20 |                  |
| 69   | 1       | 2    | Filip Derkoski            | Macedônia do Norte | 1:55.67 |                  |
| 70   | 1       | 9    | Artur Barseghyan          | Armênia            | 1:56.01 |                  |
| 71   | 1       | 6    | Ado Gargović              | Montenegro         | 1:56.45 |                  |
| 72   | 1       | 3    | Dylan Cachia              | Malta              | 1:56.81 |                  |
| 73   | 1       | 5    | Arti Krasniqi             | Kosovo             | 1:58.03 |                  |
| 74   | 1       | 0    | Eduard Tshagharyan        | Armênia            | 1:59.21 |                  |
| 75   | 1       | 1    | Olt Kondirolli            | Kosovo             | 2:00.45 |                  |
| 76   | 1       | 8    | Paolo Priska              | Albânia            | 2:05.14 |                  |
| 77   | 6       | 2    | Nándor Németh             | Hungria            | DNS     | DNS              |
| 77   | 6       | 7    | Roman Mityukov            | Suíça              | DNS     | DNS              |
| 77   | 7       | 0    | Balázs Holló              | Hungria            | DNS     | DNS              |
| 77   | 8       | 6    | James Guy                 | Reino Unido        | DNS     | DNS              |

### Semifinal
Esses foram os resultados das semifinais. 
Semifinal 1
| Pos. | Raia | Nadador        | Nacionalidade | Tempo   | Notas |
| ---- | ---- | -------------- | ------------- | ------- | ----- |
| 1    | 4    | Danas Rapšys   | Lituânia      | 1:46.19 | Q     |
| 2    | 3    | Robin Hanson   | Suécia        | 1:46.50 | Q,    |
| 3    | 5    | Kristóf Milák  | Hungria       | 1:46.77 | q     |
| 4    | 2    | Stefano Ballo  | Itália        | 1:47.10 |       |
| 5    | 7    | Kregor Zirk    | Estónia       | 1:47.16 |       |
| 6    | 8    | César Castro   | Espanha       | 1:47.18 |       |
| 7    | 6    | Jordan Pothain | França        | 1:47.60 |       |
| 8    | 1    | Jonathan Atsu  | França        | 1:48.07 |       |

Semifinal 2
| Pos. | Raia | Nadador             | Nacionalidade | Tempo   | Notas |
| ---- | ---- | ------------------- | ------------- | ------- | ----- |
| 1    | 4    | Martin Malyutin     | Rússia        | 1:45.60 | Q     |
| 2    | 2    | Duncan Scott        | Reino Unido   | 1:46.15 | Q     |
| 3    | 5    | Thomas Dean         | Reino Unido   | 1:46.17 | q     |
| 4    | 3    | Antonio Djakovic    | Suíça         | 1:46.26 | q     |
| 5    | 1    | Velimir Stjepanović | Sérvia        | 1:47.08 | q     |
| 6    | 8    | Nils Liess          | Suíça         | 1:47.16 |       |
| 7    | 6    | Filippo Megli       | Itália        | 1:47.74 |       |
| 8    | 7    | Ivan Girev          | Rússia        | 1:47.95 |       |

### Final
Esse foi o resultado da final. 
| Pos.              | Raia | Nadador             | Nacionalidade | Tempo   | Notas                 |
| ----------------- | ---- | ------------------- | ------------- | ------- | --------------------- |
| Medalha de ouro   | 4    | Martin Malyutin     | Rússia        | 1:44.79 | Recorde do campeonato |
| Medalha de prata  | 5    | Duncan Scott        | Reino Unido   | 1:45.19 |                       |
| Medalha de bronze | 3    | Thomas Dean         | Reino Unido   | 1:45.34 |                       |
| 4                 | 6    | Danas Rapšys        | Lituânia      | 1:45.72 |                       |
| 5                 | 1    | Kristóf Milák       | Hungria       | 1:45.74 |                       |
| 6                 | 2    | Antonio Djakovic    | Suíça         | 1:46.10 |                       |
| 7                 | 7    | Robin Hanson        | Suécia        | 1:47.34 |                       |
| 8                 | 8    | Velimir Stjepanović | Sérvia        | 1:47.66 |                       |

Legenda
| Recorde mundial       | Recorde mundial (World record)               |                       | Recorde africano                      | Recorde africano (African) |                                           | Q | Classificado por posição (Qualified) |
| Recorde do campeonato | Recorde do campeonato (Championship record)  | Recorde da América    | Recorde da América (Americas)         | q                          | Classificado por melhor tempo (Qualified) |   |                                      |
| Melhor marca do ano   | Melhor marca do ano (World leading)          | Recorde asiático      | Recorde asiático (Asian)              | DNS                        | Não largou (Did not start)                |   |                                      |
| Recorde nacional      | Recorde nacional (National record)           | Recorde europeu       | Recorde europeu (European)            | DNF                        | Não terminou (Did not finish)             |   |                                      |
| Recorde pessoal       | Recorde pessoal do atleta (Personal best)    | Recorde da Oceania    | Recorde da Oceania (Oceania)          | DSQ / DQ                   | Desclassificado (Disqualified)            |   |                                      |
| Recorde da temporada  | Recorde da temporada do atleta (Season best) | Recorde sul-americano | Recorde sul-americano (South America) | NM                         | Sem marca (No mark)                       |   |                                      |